# 赵王河 (梁济运河)
赵王河，位于中国山东省西南部，系黄河夺泗、夺淮的产物。原发源于菏泽市，20世纪60年代在治理南四湖湖西水系时，被洙赵新河和郓巨河截去数段。今赵王河源自巨野县北部田庄镇的沙土集村，向东经嘉祥县中部，至济宁市任城区西北长沟镇的王庄村汇入梁济运河。全长26.8公里，流域面积381平方公里。